# BBC Entertainment
A BBC Entertainment egy előfizetéses brit szórakoztató televízióadó, az Egyesült Királyság állami közszolgálati televíziójának, a BBC-nek a csatornája. Adásidejét saját gyártású sorozatai, filmjei és egyéb szórakoztató műsorai töltik ki.
A csatorna európai piacra szánt változatában a műsorok többségét feliratozzák svéd, dán, norvég, cseh, lengyel, román, magyar, olasz, héber és szerb nyelveken. Számos magyar kábel- és műholdas szolgáltató kínálatában is megtalálható volt. Logója: a BBC népszerű logója, alatta az "entertainment" szóval.
A csatorna 1995. január 30-án indult BBC Prime néven, amely a BBC World Service Television európai adásváltozatát váltotta. A csatorna fokozatosan terjeszkedni kezdett Eurázsia-szerte. 2003 áprilisától Magyarországon is fogható lett a csatorna, magyar feliratokkal sugározta műsorait.
2006. október 6-án elindult a BBC Entertainment, ezzel megkezdődött a BBC Prime fokozatos leváltása.
2008. február 6-án bejelentették a csatorna európai indulását. Európában, többek közt Magyarországon 2009. november 11-én indult el, szintúgy a BBC Prime helyén. Eredeti tervek szerint a BBC Entertainment már 2008. április 1-jén elindult volna Magyarországon.
A BBC Entertainment 2016. január 1-jével megszűnt Magyarországon, így itt a BBC már csak a szinkronizált BBC Earth-el van jelen.

## Műsorai
A csatorna dráma, komédia, és életmód programokat sugárzott, melyet mind kábelen és műholdon is elérhették az előfizetők. A csatorna még BBC Prime-ként egy héten egy alkalommal éjjelente hat órában oktatási műsorblokkot is sugárzott BBC Learning néven, ami 2006 augusztusában megszűnt.
- A leggyengébb láncszem
- Pusszantalak, drágám!
- Egy hangutánzó napjai
- A kávézó
- Erica világa
- Ki vagy, doki?
- Kísért a múlt
- A csavar fordul egyet
- Visszatérés Cranfordba
- Jackenory junior